# Beaulieu, Cantal
Beaulieu är en kommun i departementet Cantal i regionen Auvergne-Rhône-Alpes i mitten av Frankrike. Kommunen ligger  i kantonen Champs-sur-Tarentaine-Marchal som ligger i arrondissementet Mauriac. År 2022 hade Beaulieu 84 invånare.

## Befolkningsutveckling
Antalet invånare i kommunen Beaulieu
Referens:INSEE